# Werner Pfirter
Werner Pfirter (* 19. Dezember 1946; † 24. September 1973 bei Lleida, Spanien) war ein Schweizer Motorradrennfahrer.
Werner Pfirter aus Pratteln war in seiner Jugend eher automobil- als motorradbegeistert. Er kam durch einen Freund eher zufällig zum Motorradsport.
In der Saison 1971 debütierte er in der Motorrad-Weltmeisterschaft und errang beim 350er-Rennen um den Grossen Preis von Österreich am Salzburgring auf einer Yamaha auf Anhieb Rang zwei hinter dem Italiener Giacomo Agostini (MV Agusta). Unter anderem folgte in diesem Jahr noch Rang drei beim Spanien-Grand-Prix in Jarama, was dem Schweizer im 350er-Gesamtklassement Rang sechs einbrachte.
Im folgenden Jahr erreichte Pfirter bei weniger als der Hälfte der Rennen, bei denen er antrat, das Ziel. Neben zahlreichen technischen Defekten gehörten auch drei schwerere Stürze zu den Ausfallgründen. Sowohl in der 250er- als auch in der 350er-Kategorie schloss der die Weltmeisterschaft als Zehnter ab.
Auch die Saison 1973 war für Pfirter von zahlreichen Ausfällen geprägt. Bei den Rennen, die er abschloss, erreichte er jedoch stets einen Platz unter den besten zehn. Bei seinem letzten Grand Prix, dem Viertelliterlauf in Spanien wurde er hinter John Dodds, Bruno Kneubühler und Chas Mortimer knapp Vierter.
Werner Pfirter verunglückte am 24. September 1973 auf der Rückfahrt vom Grossen Preis von Spanien tödlich. Sein Wagen prallte in der Nähe von Lleida in Spanien frontal in einen entgegenkommenden LKW. Pfirter und sein Mechaniker René Jaccar waren auf der Stelle tot.

## Statistik in der Motorrad-Weltmeisterschaft
| Saison | Klasse  | Ergebnis | Maschine | Podien |
| ------ | ------- | -------- | -------- | ------ |
| 1971   | 250 cm³ | 20.      | Yamaha   | 0      |
| 1971   | 350 cm³ | 6.       | Yamaha   | 2      |
| 1972   | 250 cm³ | 10.      | Yamaha   | 0      |
| 1972   | 350 cm³ | 10.      | Yamaha   | 0      |
| 1973   | 250 cm³ | 13.      | Yamaha   | 0      |
| 1973   | 350 cm³ | 12.      | Yamaha   | 0      |